# کولد استون کرمری
کولد استون کرمری (انگلیسی: Cold Stone Creamery) شرکت صنایع غذایی آمریکایی است، که در سال ۱۹۸۸ تأسیس شد.